# Wilhelm Rohden
Wilhelm Rohden (* 4. September 1806 in Steinheim; † 17. Juni 1871 in Berlin) war ein deutscher Richter sowie  Mitglied mehrerer deutscher Parlamente.

## Leben
Wilhelm Rohden studierte nach seiner Reifeprüfung am Gymnasium in Paderborn Rechtswissenschaft in Göttingen. 1833 wurde er Assessor und war er im preußischen Gerichtswesen tätig. Von 1840 bis 1844 war er Richter in Burbach/Siegen, 1844 bis 1847 Direktor des Landgerichtes in Rheine in Westfalen,
1847 bis 1860 war er Gerichtsrat am Appellationsgericht Posen und 1860 bis 1871 Kammergerichtsrat in Berlin.
1848 war Rohden Mitglied der Preußischen Nationalversammlung in Berlin und 1850 gehörte er dem Erfurter Unionsparlament an. Von 1849 bis 1868 war er außerdem Mitglied des Preußischen Abgeordnetenhauses und 1852 Mitbegründer der Katholischen Fraktion.
1867 war Rohden Mitglied des Konstituierenden Reichstags des Norddeutschen Bundes für den Wahlkreis Münster 1 (Tecklenburg, Steinfurt, Ahaus). Er gehörte im Reichstag der Fraktion der Freien Vereinigung an. Rohden stand in Opposition zur Politik Otto von Bismarcks, der für eine kleindeutsche Lösung unter preußischer Führung eintrat und stimmte bei der Abstimmung über die Verfassung des Norddeutschen Bundes mit Nein.